# Mandatory
Mandatory, també coneguda com a "Charles Wright 2001", és un caràcter tipogràfic desenvolupat pel Regne Unit a partir del tipus de lletra creat per Charles Wright el 1935, introduït per al seu ús en les plaques de matrícula dels vehicles del Regne Unit. Els motius per la seva adopció foren que aquesta forma determinada dels caràcters estan dissenyats per evitar-ne una modificació fàcil i a l'hora per millorar-ne la llegibilitat tant pel programari OCR (reconeixement òptic de caràcters) com per les persones
Entre el 2001 i el 2018 també s'utilitzà aquesta font per a les plaques de matrícula del Brasil, abans de l'adopció de plaques del Mercosur.
Les característiques tècniques com són l'amplada, alçada, espai, marges, etc, tant dels caràcters tipogràfic com de les plaques de matrícula estan regides per la norma britànica BS Au 145d

## Modificacions
Els canvis més significatius efectuats a la tipografia respecte de l'original són:
- El tipus de lletra es va condensar per permetre que els 7 dígits de la combinació més l'eurofranja cabessin dins la placa de matrícula.
- El nou disseny es va fer substancialment més audaç.
- Es va afegir un serif a les lletres B i D per no confondre-les amb el nombre 8 i la lletra O, respectivament.
- Els vèrtexs centrals de la M i W s'han truncat, fent-los plans.

## Charles Wright
Charles Wright senior va néixer a Londres el 1842 i va fundar la seva planta de premsa de xapa el 1867 a Clerkenwell (Londres), inicialment fent medalles de guerra de Crimea i després produint segells, matrius i estampats. Quan la fàbrica es va mostrar massa sorollosa per una ubicació a l'interior de la ciutat, el 1900, "Charles Wright Ltd." es va traslladar a una nous locals situats a Thorn Bank, Edgware (actualment al nord de Londres). Als anys vint del segle xx, la companyia era coneguda com a "Wright & Son", ja que Charles Wright junior s'havia afegit al negoci familiar. Principalment la producció era de medalles per als soldats de la Primera Guerra Mundial.
Cap al 1935, l'empresa "Wright & Son" hauria estat una opció lògica per fabricar les plaques de matrícula dels vehicles britànics. No se sap del cert qui va ser el creador de la tipografia, ja que el més probable és que aquesta tasca recaigués sobre els dibuixants de l'empresa més que al director de la mateixa. A més, el fet que l'empresa desaparegués a principis dels anys 70 fa que no se'n pugui aclarir la incògnita.